# 利佩齊河
利佩齊河（烏克蘭語：Липець），是烏克蘭的河流，位於該國東部，屬於哈爾科夫河的左支流，流經哈爾科夫州，河道全長26公里，流域面積219平方公里，河口處在利普齊。